# Merdan
Pour les articles homonymes, voir Merdan (homonymie).

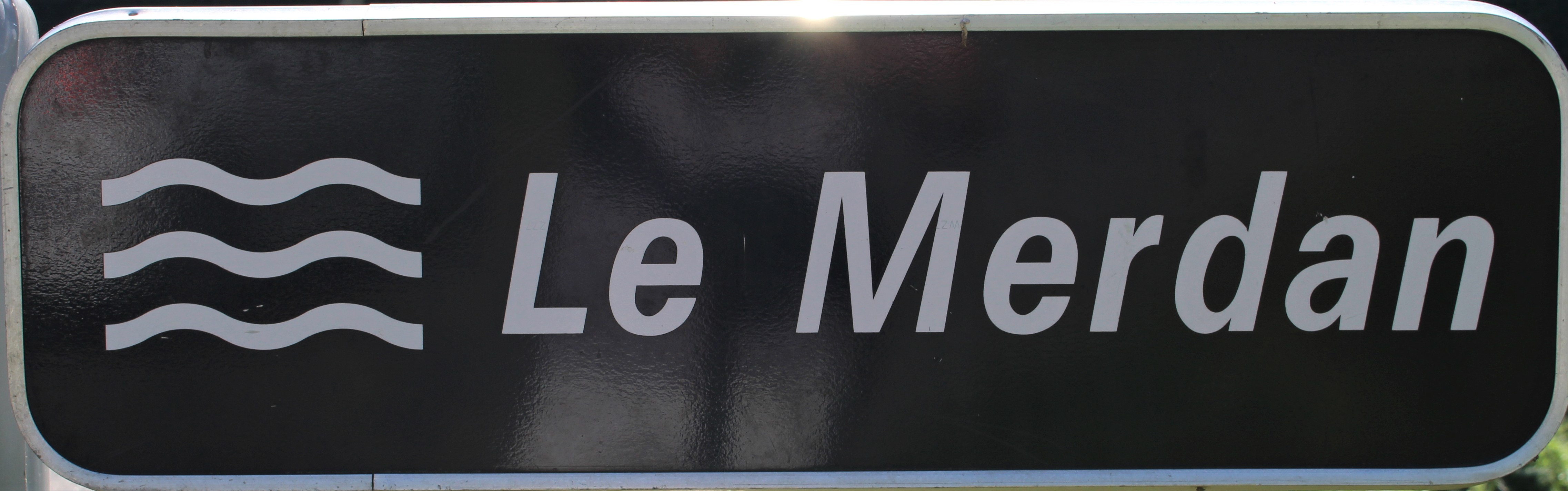

Le Merdan est une rivière du Sud-Ouest de la France et un affluent de la Neste, donc un sous-affluent de la Garonne.

## Géographie
De 11 km de longueur, le Merdan prend sa source dans les Pyrénées, sur le département des Hautes-Pyrénées et la commune de Bize, et se jette dans la Neste sur la commune d'Aventignan.

### Communes et département traversés
Dans le seul département des Hautes-Pyrénées, le Merdan arrose quatre communes, soit d'amont vers l'aval : Bize (source), Nestier, Montégut et Aventignan (confluence avec la Neste).

## Principaux affluents
- (D) Ruisseau de la Goutè de Bayle : 1,5 km ;
- (D) Ruisseau de la Caus : 1,3 km ;
- (G) Ruisseau le Pontic (ou Limacourt) : 4,4 km.

(D) rive droite ; (G) rive gauche.